# (782) Montefiore
(782) Montefiore es un asteroide perteneciente al cinturón de asteroides descubierto el 18 de marzo de 1914 por Johann Palisa desde el observatorio de Viena, Austria.
Está posiblemente nombrado en honor de Clarice Sebag-Monteﬁore, esposa de Alphonse Mayer Rothschild (1878-1942).

## Características orbitales
Montefiore forma parte de la familia asteroidal de Flora.